# Orthemis discolor
Die Orthemis discolor ist eine Libellenart der Gattung Orthemis aus der Unterfamilie Libellulinae. Ihr Verbreitungsgebiet erstreckt sich von Kolumbien über die ganze Breite des südamerikanischen Kontinents bis auf die Höhe von Buenos Aires. Die Larve ist noch nicht beschrieben.

## Merkmale

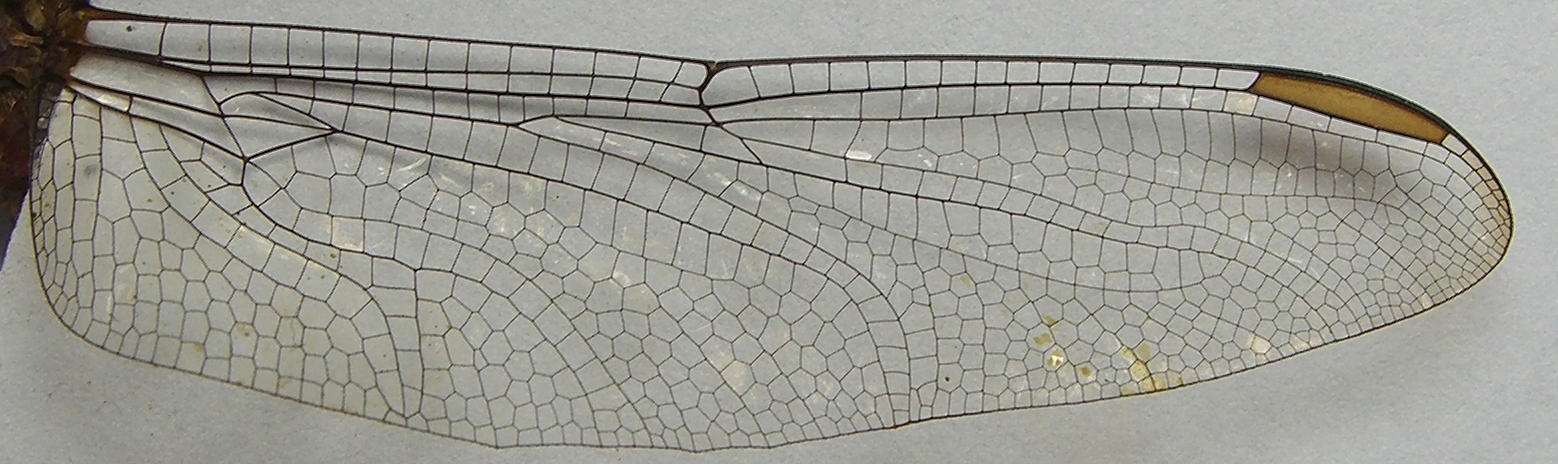
Hinterflügel eines Männchens

Das Tier erreicht eine Länge von 47 bis 54 Millimeter. Die Männchen sind rot und verfärben sich im Alter bläulich, wobei der Körper mit feinem Staub bedeckt zu sein scheint. Die Hinterflügel messen zwischen 36 und 41 Millimeter und sind wie die Vorderflügel durchsichtig. Das Flügelmal (Pterostigma) ist sieben Millimeter lang. Im Sonnenlicht betrachtet wird die Aderung der Flügel sehr dunkelbraun. Auf den Seiten und der Bauchseite des Brustkorbes (Thorax) befinden sich keine Markierungen, wie bei der sehr ähnlichen Art Orthemis ferruginea.

## Ähnliche Arten
Besonders ähnlich ist Orthemis discolor die ab Panama nördlich vorkommende Art Orthemis ferruginea. Neben der Thoraxzeichnung unterscheiden sich die Arten nur noch in der Färbung der Flügeladern, welche bei Orthemis ferruginea heller sind. In der Forschung ist derzeit stark umstritten, ob die beiden Arten klar zu trennen sind oder in Wirklichkeit die gleiche Art darstellen. Eine Trennung sollen zukünftige Untersuchungen der Lebensweise der Art ermöglichen oder verwerfen.